# Jaroslav Obšut
Jaroslav Obšut, född 9 mars 1976 i Prešov, Tjeckoslovakien (numera Slovakien), är en slovakisk före detta ishockeyspelare som spelar för det slovakiska laget HC Bratislava.
Obšut har tidigare bland annat spelat i Luleå HF i den svenska Elitserien. Han har spelat flera säsonger i Nordamerika, främst i farmarligor. 